# Ремберт Додунс

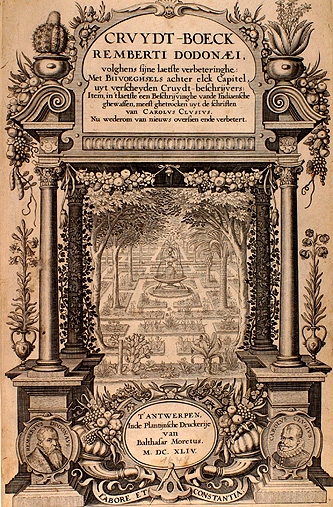
Титульний лист відомої наукової роботи Ремберта Додунса Cruydt-Boeck (видання 1644 року)

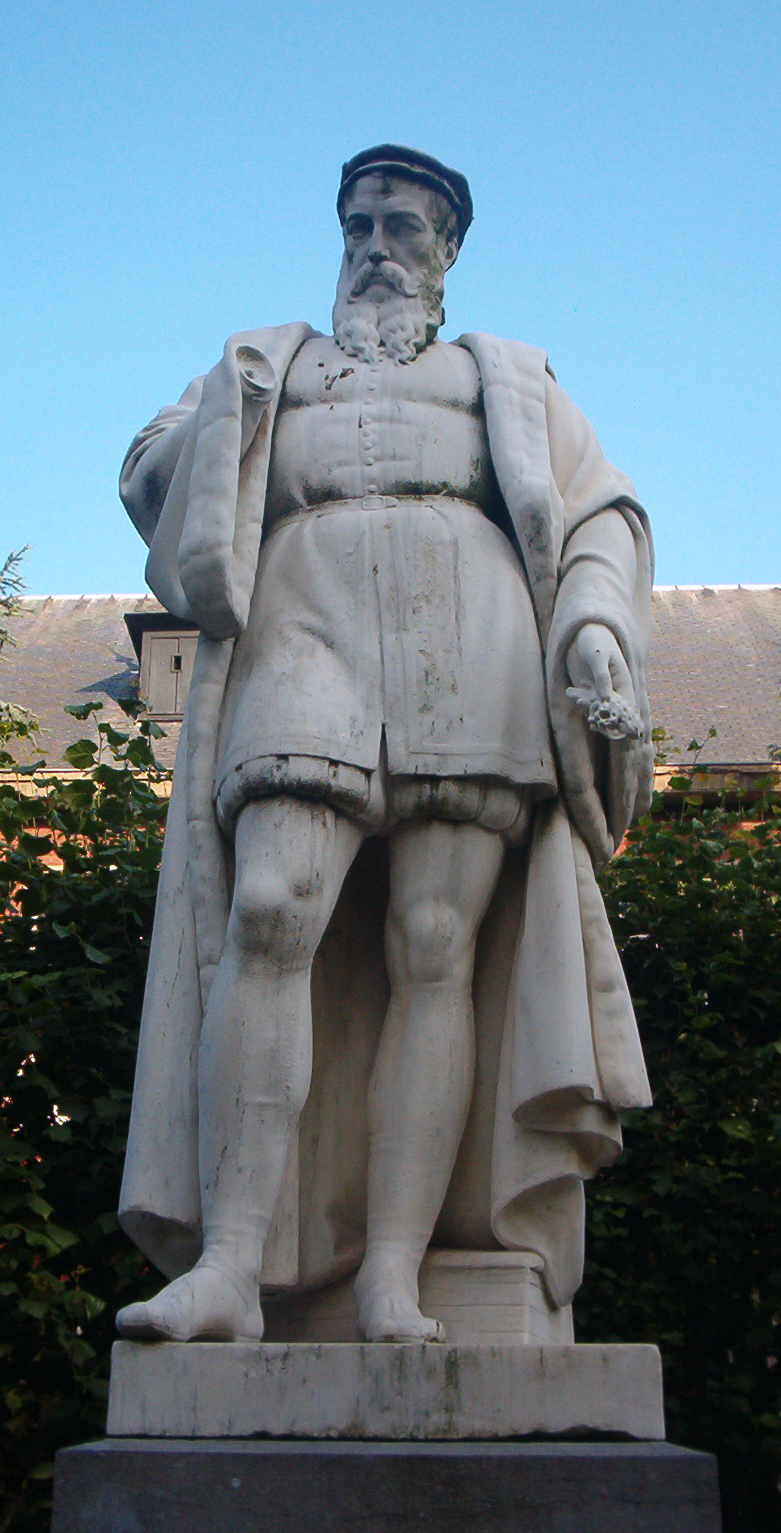
Статуя Ремберта Додунса у ботанічному саду міста Мехелен (фотографія 14 липня 2009 року

Ремберт Додунс (нід. Rembert Dodoens, или лат. Rembertus Dodonaeus, 29 червня 1517 — 10 березня 1585) — знаменитий нідерландський (фламандський) ботанік, найбільший європейський ботанік свого часу, лікар, професор медицини, доктор медичних наук, а також географ та астроном.

## Біографія
Ремберт Додунс народився у Мехелені 29 червня 1517 року. Можливо також, що Ремберт Додунс народився у 1518 році.
Додунс вивчав медицину у різних європейських університетах. 9 серпня 1530 року Ремберт Додунс розпочав свої перші дослідження в університеті Левена. 10 вересня 1535 року Додунс отримав вчений ступінь у галузі медицини. У 1538 році Ремберт Додунс став доктором медичних наук. З 1548 року він працював лікарем у своєму рідному місті Мехелені, у той же ж час займався астрономією, географією, але особливо ботанікою.
З 1574 до 1579 року Ремберт Додунс був лейб-медиком імператора Максиміліана II у Відні, а з 1582 року Додунс займав кафедру на медичному факультеті у Лейдені та був професором медицини.
Додунс був одним з перших вчених, які намагалися звільнити науку від оков схоластики та повернути її у напрямку вивчення природи.
У своїх працях він дав детальні описи та малюнки тубільних рослин. Також Додунс намагався покращити класифікацію рослин, поділивши їх на 6 груп.
У роботі Ремберта Додунса Cruijdeboeck, яка протягом двох століть була класичним довідником з ботаніки, одну з шести груп рослин складають гриби та класифікуються за різними ознаками: формі, токсичністю та сезону появи.
Ремберт Додунс помер у Лейдені 10 березня 1585 року.

## Наукові роботи
- Herbarium. 1533.
- Cosmographica in astronomiam et geographiam isagoge. 1548.
- Den nieuwen herbarius, dat is dboeck van den cruyden. 1549[10].
- De frugum historia. 1552.
- Trium priorum de stirpium historia commentariorum imagines. 1553.
- Posteriorum trium de stirpium historia commentariorum imagines. 1554.
- Cruijdeboeck[10] (Cruydeboeck)[10][11][12]. 1554[10][11][12].
- Histoire des plantes. 1557[10].
- Frumentorum, leguminum, palustrium et aquatilium herbarum, ac eorum, quae eo pertinent, historia. ex officina Christophori Plantini. 1566[7].
- Florum, et coronariarum odoratarumque nonnullarum herbarum historia. 1568[7][10].
- Physiologices medicinae tabulae. 1580.
- Medicinalium observationum exempla rara. 1581.
- Stirpium historiae pemptades sex. 1583[7].
- A new herball, or historie of plants. 1597[10], 1619[16].
- Praxis medica. 1616.
- Ars medica, ofte ghenees-kunst. 1624.

## Почесті
На честь Ремберта Додунса названо рід рослин Dodonaea Plum. ex Adans. та рід рослинDodonaea Mill. ex L..
Також на його честь були названі наступні види рослин:
- Ferulago dodonaei Kostel.[19]
- Phellandrium dodonaei Bubani[20]
- Smyrnium dodonaei Spreng.[21]
- Hypericum dodonaei Vill. ex Steud.[22]
- Pelargonium dodonaei Hoffmanns.[23]
- Chamaenerion dodonaei Schur ex Fuss[24]
- Chamerion dodonaei (Vill.) Holub[25]
- Epilobium dodonaei Vill.[26]

На честь вченого названо астероїд головного поясу 10068 Додоенс.